# جمیل صدقی زهاوی
جمیل صدقی زَهاوی (۱۸۶۳ - ۲۴ فوریه، ۱۹۳۶) شاعر کُرد اهل عراق بود که به زبان‌های عربی، فارسی و کردی شعر می‌سرود.

## زندگی
جمیل صدقی زهاوی نام خانوادگی او تلفظ دیگری از نام زهاب است. پدر و مادر او هر دو از کردهای منطقه ذهاب در استان کرمانشاه بودند. خود جمیل صدقی گفته‌است که دلیل نامگذاری آن‌ها به زهاوی اقامت طولانی جد آن‌ها به نام ملا احمد در سرپل ذهاب بوده‌است. پدر جمیل به نام ملا محمد نیز خود شاعر و فقیه بود و زبان‌های کردی، فارسی، ترکی و عربی را به‌خوبی می‌دانست. ملا محمد در زمان امان‌الله‌خان اردلان در دارالاحسان سنندج نزد خاندان مردوخی تحصیل کرده است. او به فارسی و عربی شعر سروده‌است و تخلص او در اشعار فارسی فیضی بوده‌است و به همین دلیل به ملا محمد فیضی مشهور شد. وی همچنین به عنوان یک فقیه به درجهٔ مفتی بغداد رسید.
جمیل صدقی زهاوی در سال ۱۳۱۳ در هزاره فردوسی که در تهران و توس برگزار شد شرکت داشت. 
در این سفر از سوی استادان طراز اول ایران از جمله ملک‌الشعرا بهار و استاد فروزانفر و جلال همایی استقبال خوبی به عمل آمد. بعد از برگشت به بغداد، چندان نگذشت که در 1936 مصادف با بهمن 1314 درگذشت. ملک‌الشعرا بهار در رثای او مرثیه‌ای به صورت ترکیب‌بند سرود که از شاهکارهای مرثیه در تاریخ ادبیات متأخرین به شمار می‌رود.
نسخه کامل این مرثیه از ملک‌الشعرا بهار در رثای جمیل صدقی زهاوی:

دجلهٔ بغداد بر مرگ زهاوی خون گریست
نی خطا گفتم که شرق از نیل تا سیحون گریست
اشک‌ریزان شد عراق از ماتم فرزند خویش
همچو یونان کز غم هجران افلاطون گریست
زبن بلای عام یعنی مرگ سلطان سخن
مردم شهری به شهر و بدو در هامون گریست
از غم شعر روانش فکر از گردش فتاد
در فراق طبع پاکش لفظ بر مضمون گریست
زد گریبان چاک‌، نظم و پخت بر سر خاک‌، نثر
از غم او هریکی موزون و ناموزون گریست
دوش بر خاک مزارش خیمه زد ابر بهار
خواست‌تا در هجرش‌ از چشم «‌بهار» افزون گریست
خنده‌ای دندان نما زد برق و گفتا کای حسود
قطره کم‌تر زن‌، تو آب افشانی و او خون گریست‌
رشوه دادیمش ز عمر، ار مردنش دادی امان
ور پذیرفتی فدا، پیشش فدا کردیم جان
قرن‌ها بگذشت تا آمد ذهاوی در وجود
نیز چون او باز نارد قرن‌ها، دور زمان
گر به مرگش صبر بنمائیم از بیچارگیست
وان به‌واقع یأس و نومیدی است نی صبر و توان
دل بسوزد در فراقش دیده گرید در غمش
هر زمان گویی خَلد در چشم دل تیر و سنان
وز پس مرگش مصائب خوار شد در چشم خلق
زانکه از این سخت‌تر نبود مصیبت در جهان
بود یاران را دریغ از مردنش و اکنون چه رفت
هرکه خواهد گو بمیر و هرکه خواهد گو بمان
رفت و ما نیز از قفایش رخت برخواهیم بست
کاندرین دنیای فانی کس نماند جاودان
شد زهاوی خسته‌ وز این دهر پرغوغا گذشت
دست‌افشان پای کوبان از سر دنیا گذشت
بود عمری سرگران از زحمت غوغای دهر
زین سبب پیرانه سر زین دهر پرغوغا گذشت
برگ امیدش ز دل‌ها چون شقایق زود ریخت
لیک داغش لاله‌سان‌، کی‌ خواهد از دل‌ها گذشت
عالمی فضل و ادب را برد با خود زیر خاک
گرچه از این خاکدان خود یکه و تنها گذشت
تلخکامی‌ها کشید از دهر لیکن در سخن
کام گیتی کرد شیرین پس به استغنا گذشت
در بر کیهان اعظم کیست انسان ضعیف
کش توان گفتن که شد فرتوت یا برنا گذشت‌؟
عمر اگر یک‌روز اگر صدسال‌، می‌بایست مرد
نیک‌بخت آنک از جهان آزاده و دانا گذشت
ایهاالزورا تو استادان فراوان دیده‌ای
شاعرانی فحل و مردانی سخن‌دان دیده‌ای
گر ندیدستی لبید و اخطل و اعشی و قیس
دعبل و بوطیب و بشار و مروان دیده‌ای
بو نواس و بو تمام و بوالعلا و بوالاسد
ابن‌معتز و ابن‌خازن و ابن‌حمدان دیده‌ای
راست پرسم راستگو، مانندهٔ صدقی جمیل
کی وطن‌خواهی سخن گستر به‌ دوران دیده‌ای
زان کسان نشنیده‌ای الا نشید مدح و فخر
یا هجاپرداز یا رند غزلخوان دیده‌ای
بگذر از بوطیب و بربند چشم از بوالعلا
گر به‌ حکمت شعرهایی چند از ایشان دیده‌ای
زان حکیمان کهن کی چون زهاوی شعر نو
در وطن‌خواهی و آبادی و عمران دیده‌ای‌؟
هیچ کس را در جهان جز مدتی معدود نیست
غیر ذات حق تعالی جاودان موجود نیست
بر زهاوی نوحهٔ من نوحهٔ علم است و فضل
نوحه‌ام بر پیکری مشهود و نامشهود نیست
نوحه‌ام بر فوت الهامات و طبع شعر اوست
ورنه‌ موجود است‌ جانش‌ جسمش‌ ار موجود نیست
نوحه‌ام بر طبع گوهر بار و شیرین لفظ اوست
کانچنان هرگز به قیمت لوءلوء منضود نیست
پر بهایی از میان گم شد که هر گم‌گشته‌ای
هرچه باشد پربها، در جنب او معدود نیست
ماتمش زد رخنه‌ای در کاخ دانش کان به عمر
همچو چاک جیب یاران هیچ گه مسدود نیست
ایزد آمرزیده است او را که از راه کَرَم
چون زهاوی بنده‌ای زان استان مردود نیست
هیچ شادی نیستی گر در جهان غم نیستی
نیستی گرهیچ غمگین‌، هیچ خرم نیستی
روح را رنج دمادم خسته سازد در جهان
کاشکی اندر جهان رنج دمادم نیستی
گر زهاوی رفت‌، از وی چند دیوان باز جاست
رنج ما پیوسته‌تر بودی‌، گر این هم نیستی
در بهشت‌  است او ولی فخر از «‌جهنم‌» می کند
نیز کردی فخر اگر شعر جهنم نیستی
زاهد از طامات اگر بد گفت او را باک نیست
نیستی خفاش اگر عیسی‌بن مریم نیستی
حکمت و اخلاق کافی بودی اندر فضل او
فی‌المثل گر ملک شعر او را مسلم نیستی
خشک ریش درد، ماندی در دل از داغ غمش
گر خود از شعر ترش در سینه مرهم نیستی
گفتم از ری رخت بربندم سوی بغداد من
پیشواز آید شوم از دیدنش دلشاد من
جای سازم در وثاقش‌، طرف بندم از رخش
بهره‌ها برگیرم از دیدار آن استاد من
دیدنم را سر کند از دل مبارک‌باد، او
دیدنش را سرکنم از دل مبارک‌باد، من
بر کران دجلهٔ بغداد بنشینیم شاد
چامه‌ای برخواند او، شعری کنم بنیاد من
وصف‌ها گوید ز لطف دامن البرز، او
شعرها خوانم به وصف دجلهٔ بغداد من
کی گمان بردم زهاوی جان سپارد وانگهی
مرثیت گویم من اندر ماتمش‌، ای داد من
از کفم یاری چنان این چرخ کج بنیاد برد
داغ‌ها دارم به دل زین چرخ کج بنیاد من
غم‌ مخور ای‌ دل که خوب و زشت عالم بگذرد
سور و ماتم هر دو بر فرزند آدم بگذرد
آنچه‌ بگذشته‌ است‌،‌ وهم‌ است. آنچه‌ آینده‌ است‌ وهم.
زندگانی یک دم است آن‌هم دمادم بگذرد
زندگی گر بهر این ده روز ناچیز است و بس
به که انسان زود از این مطمورهٔ غم بگذرد
ور کمالی هست نفس آدمی را در قفا
خود همان بهتر کز این در شاد و خرم بگذرد
شد زهاوی زین جهنم سوی فردوس برین
اهل فردوس است هر کس کز جهنم بگذرد
تا که دانا زنده باشد چرخ با او دشمن است
چون که دانا بگذرد آن دشمنی هم بگذرد
مردن شاعر حیات اوست زیرا چون گذشت
رشک و کین با او، اگر بیش است اگر کم‌ بگذرد
روح‌ صدقی‌ در جنان‌ شاد است گویی‌نیست‌؟ هست‌.
جاودان از محنت آزاد است گویی نیست؟ هست
در بهشت خاطر و گلخانهٔ افکار خویش
هم‌نشین‌ با سرو و شمشاد است گویی نیست‌؟ هست
روح شاعر غیر زیبایی نجوید در جهان
خاصه آن کو پیراستاد است گویی‌نیست؟ هست
هر که زیبایی بجوید غرقه در زیبایی است
زانکه خود زیبا ز بنیاد است گویی نیست؟‌هست
روح چون زیبا بود او را خدا جویا بود
این حدیثم از نبی یاد است گویی نیست؟ هست
نیست مشکل گر به حق واصل شود روح جمیل
گر جز این گوییم بیدادست گویی نیست؟ هست
غرق غفران باد روحش وین دعا را بی‌خلاف
جبرئیل آمین فرستاد است گویی نیست هست

## مواضع سیاسی
زهاوی در سراسر جهان عرب چهره‌ای شناخته شده‌است. او طرفدار حقوق زنان و از هواداران ترک حجاب بود.

## یادمان
یکی از خیابانهای اصلی بغداد (میان محله اعظمیه و محله وزیریه) به نام او نامگذاری شده‌است.